# 邸姓
邸姓是一个中国姓氏，约占汉族人口的0.03%，在各姓中排行第234位。

## 起源
邸姓来源有二：
1. 据《姓氏考略》所载，为汉西域大月氏贵霜翎侯邸就郄之后。
2. 据《姓苑》所载，邸为县名，后人以县名为氏。

## 名人
- 邸柱：汉上郡太守。
- 邸珍：中山上曲阳人，北魏大臣。
- 邸怀道：定州曲阳人，为邸珍孙，隋、唐间官吏。
- 邸顺：保定行唐人，元初将领。
- 邸琮：保定行唐人，邸顺族弟，元初将领。
- 邸亨：保定行唐人，元初将领。
- 邸鹏：保定府唐县人，明代大臣。洪武二十一年三甲二十九名进士，擢御史。
- 邸宪章：山西岚县人。明代著名孝子。
- 邸存性：直隶昌黎人，明万历四十四年三甲七十九名进士。
- 邸宅：明代官吏。万历间以贡生任襄阳通判。
- 邸其昌：山西岚县人，明天启五年三甲二百二十一名进士。
- 邸飛虎：直隸定州人，清乾隆六十年武狀元。
- 邸安和：前中国大陸男排主教练
- 邸佑，中国大陸足球运动员。
- 邸某某： 資深足球員梅西的中國大陸籍忠實粉絲

## 外部連結
[在维基数据编辑]
 《欽定古今圖書集成·明倫彙編·氏族典·邸姓部》，出自陈梦雷《古今圖書集成》